# Laidlawia
Laidlawiidae
Famille
Genre
Laidlawia est un genre de vers plats marins, le seul de la famille des Laidlawiidae (super-famille des Pseudocerotoidea).

## Systématique
Les noms valides complets (avec auteur) de ces taxons sont :
- pour la famille : Laidlawiidae Herzig, 1905[1]
- pour l'unique genre : Laidlawia Herzig, 1905[1]

### Liste des espèces
Selon la base de données World Register of Marine Species (9 décembre 2023), le genre Laidlawia contient les espèces suivantes :
- Laidlawia polygenia Palombi, 1938
- Laidlawia trigonopora Herzig, 1905